# Station Kowary Górne
Station Kowary Górne is een spoorwegstation in de Poolse plaats Kowary.